# Mary Creagh
Pour les articles homonymes, voir Creagh.
Mary Helen Creagh, née le 2 décembre 1967 à Coventry, est une femme politique britannique, membre du Parti travailliste. 
Elle est députée de 2005 à 2019 pour la circonscription de Wakefield dans le Yorkshire.  Aux élections de 2019 elle est battue par le conservateur Imran Ahmad Khan.

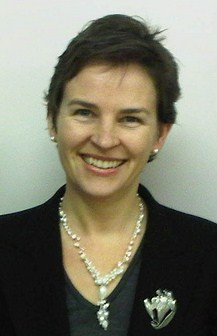
Mary Creagh en 2011.

Le Dr Creagh, diplômée d'Oxford (MA) et de LSE (PhD), est aussi Fellow du « Chartered Institute of Linguists » (FCIL).